# 似威氏半鱨
似威氏半鱨（学名：Hemibagrus wyckioides），又名白须公，为輻鰭魚綱鯰形目鲿科半鱨属的鱼类。在中国，分布于澜沧江等及泰國湄南河，马来西亚，印尼，越南水族市面上可稱為白邊長鬚鴨嘴，與線尾半鱨非常類似，所以也可被稱為亞洲紅尾鴨嘴，體長可達90公分，棲息在河川底層水域，屬肉食性，以甲殼類、魚類等為食，繁殖期7月至10月，可做為食用魚。